# テイク・オン・ミー
「テイク・オン・ミー」（Take On Me）は、ノルウェーのシンセポップ・バンドであるa-haの楽曲。オリジナル・バージョンは、トニー・マンスフィールドがプロデュースを手がけ、ジョン・ラトクリフがリミックスを行った。1985年に発売されたデビュー・アルバム『ハンティング・ハイ・アンド・ロウ』には、アラン・ターニーがプロデュースを手がけたアレンジで収録された。
本作のオリジナル・バージョンは、1984年にレコーディングされ、イギリスでは2つのバージョンが計3回発売され、1985年10月の全英シングルチャートで最高位2位を記録した。アメリカでは音楽配信で1,463,000ダウンロードを記録している（2014年6月時点）。
1985年10月、アメリカでスティーブ・バロンが監督を務めたミュージック・ビデオがMTVで放映され、a-haの楽曲で唯一Billboard Hot 100の上位10位以内にランクインした楽曲となった。ミュージック・ビデオは、1986年のMTV Video Music Awardsで6部門を受賞した。

## 背景・曲の構成
「テイク・オン・ミー」は、ポール・ワークターとマグネ・フルホルメンがかつて在籍していたバンド、ブリッジズ時代に作られた楽曲である。
当時リハーサルを行なっていた楽曲の中に「Miss Eerie」（原題は「Panorama」）があり、同曲の中にはフルホルメンが15歳の時に作り、後に「テイク・オン・ミー」となる主要なシンセサイザーのリフが含まれていた。このリフについて、当時のバンドは「ポップすぎる」と感じていたことから、リフを相殺するためにパンク調のアレンジを施していた。本作の最初期のテイクは、ドアーズのメンバーであるレイ・マンザレクの演奏法に触発された演奏になっていた。ワークターは、当初本作について「ポップすぎて使えない」と考えていたが、フルホルメンは「かなりキャッチーだと思った」と振り返っている。
間もなくして、ブリッジズは解散。ワークターとフルホルメンは、ロンドンの音楽業界で活躍することを目的にロンドンに移住したが、半年後に失望してノルウェーに戻った。2人はモートン・ハルケットを迎えて、「Miss Eerie」の新バージョンを含むデモ音源の制作を開始した。1983年1月にレコーディング契約を目的にロンドンを訪れた。
「テイク・オン・ミー」は、1分間に169拍という速いテンポで演奏される。歌詞は愛を訴えるもので、最後のサビの前にブリッジがあるヴァース‐コーラス形式という構成になっている。本作におけるハルケットの声域は2.5オクターブ以上で、サビの冒頭の「Take On Me」というフレーズを本作で最も低い音であるA2で歌い、曲が進むたびに高くなり、本作で最も高い音であるE5に達する。

## レコーディング・制作
新しいデモ音源を録音することを決めたバンドは、ミュージシャン兼音楽プロデューサーのジョン・ラトクリフが所有するスタジオを使用し、5曲を再録音することにした。バンドはラトクリフと契約し、ラトクリフはマネージャーとしてテリー・スレイターを紹介した。これにより、バンドは「テイク・オン・ミー」をはじめとした楽曲を完成することができた。数回のミーティングの後、スレイターはバンドをワーナー・ブラザースUKと契約させた。
バンドは、プロデューサーのトニー・マンスフィールドと会い、電子楽器を使用してデモ音源をミックスした。完成したサウンドは、バンドが期待していたものとは異なり、アルバムは再びリミックスされることとなった。リミックス後、バンドは「テイク・オン・ミー」をシングル盤として発売したが、全英シングルチャートでは137位と低調であった。これを受けて、アメリカのワーナー・ブラザース本社はバンドに投資し、本作を再レコーディングする機会を与えた。本作のメインリフは、ローランド・JUNO-60の他、YAMAHA DX7やPPG Waveを使用して作られた。
フルホルメンは、ローランド・JUNO-60でメインのメロディーを演奏し、ワークターがフルホルメンに合わせて2台目のキーボードでメインリフを演奏している。2回目と3回目のリリースで使用されたドラムマシンはLinnDrumで、ワークターはLinnDrumを使用してシンバルとハイハットをオーバー・ダビングした。ハルケットは、Neumann U47というマイクロフォンの他、Neve社のマイク・プリアンプとイコライザーを使用してボーカルを録音している。
過去に幾度かアレンジが試されたものの、「テイク・オン・ミー」が商業的に成功していなかったことを知ったアンドリュー・ウィッカムは、a-haをワーナー・ブラザース・アメリカと契約させる。スレイターの推薦により、プロデューサーであるアラン・ターニーに曲を改良を依頼。曲はすぐに完成し、イギリスで再発売されたが、ロンドンのレコード会社はバンドをほとんどサポートすることはなく、2回目のリリースも失敗に終わった。
ウィッカムは、バンドに対してさらに投資。6か月をかけてロトスコープ技術を使用したミュージック・ビデオが制作され、スティーブ・バロンが監督を務めた。ミュージック・ビデオの公開から1か月後にアメリカで発売され、Billboard Hot 100で第1位を獲得。その後、多数の国のシングルチャートで第1位を獲得した。
オールミュージックのティム・ディグラヴィナは、「ニュー・ウェイヴの名曲で、強いキーボードの音が入っていて、ハルケットのボーカルの優美さのおかげで心に響く」と評している。

## ミュージック・ビデオ

### 2本のビデオ
1984年に公開された「テイク・オン・ミー」のミュージック・ビデオは、異なる音源が使用されている。1作目のビデオは、青の背景にバンドが演奏する様子を収めた映像になっている。
2作目のビデオは、アイルランド出身の映画監督であるスティーブ・バロンが監督を務めた作品で、1985年にKim's Cafe（現Savoy Cafe）とロンドンにあるスタジオで撮影された。ミュージック・ビデオには、モデルで当時のハルケットのガールフレンドであるバンティ・ベイリーも出演している。このビデオは、キャラクターにリアルな動きを持たせるために、ロトスコープという鉛筆のスケッチによるアニメーションと実写の映像を組み合わせて作られている。約3,000コマのロトスコーピングを行い、完成には16週間を要した。このビデオのアイデアは、ワーナー・ブラザースの重役であるジェフ・アエロフによるもの。MTVでのヘビーローテーションや他の音楽チャンネルでの視聴回数が多かったほか、公式YouTubeチャンネルでの再生回数は2020年2月17日時点で10億回を突破した。1990年代以前の作品としては、ガンズ・アンド・ローゼズの「ノーヴェンバー・レイン」「スウィート・チャイルド・オブ・マイン」、クイーンの「ボヘミアン・ラプソディ」、ニルヴァーナの「スメルズ・ライク・ティーン・スピリット」に続く5作目となる。2019年にオリジナルの35mmフィルムから、4Kにリマスターされた。
本作のミュージック・ビデオの特徴となっている物語は、「シャイン・オン・TV」のミュージック・ビデオのオープニングで完結する。

### 受賞・文化的影響
1986年のMTV Video Music Awardsで、「テイク・オン・ミー」のミュージック・ビデオは、最優秀新人アーティストビデオ賞、最優秀コンセプトビデオ賞、最優秀エクスペリメンタルビデオ賞、最優秀ビデオディレクション賞、最優秀特殊効果賞、視聴者賞の6部門を受賞した。また、同年の第13回アメリカン・ミュージック・アワードでは、最優秀ポップ/ロックビデオ賞にノミネートされた。
本作およびミュージック・ビデオは、カバー・バージョンが制作されているほか、映画、テレビ番組、テレビゲームなどでたびたび言及されている。テレビアニメ『ファミリー・ガイ』のエピソード「Breaking Out Is Hard to Do」では、許可を得て編集を加えたビデオが使用されている。フォルクスワーゲンは、本作のミュージック・ビデオにヒントを得たテレビコマーシャルを制作した。パラモアの「コート・イン・ジ・ミドル」のミュージック・ビデオに、本作のビデオのビジュアルがオマージュとして使用された。

## シングル収録曲（a-ha版）
| #         | タイトル                                      | 作詞・作曲                                                   | プロデューサー           | 時間 |
| --------- | --------------------------------------------- | ------------------------------------------------------------ | ------------------------ | ---- |
| A.        | 「テイク・オン・ミー」(Take On Me)            | ポール・ワークター マグネ・フルホルメン モートン・ハルケット | トニー・マンスフィールド | 3:18 |
| B.        | 「アンド・ユー・テル・ミー」(And You Tell Me) | ポール・ワークター                                           | トニー・マンスフィールド | 1:48 |
| 合計時間: | 合計時間:                                     | 合計時間:                                                    | 合計時間:                | 5:06 |

| #         | タイトル                                                                          | 作詞・作曲                                                   | プロデューサー           | 時間 |
| --------- | --------------------------------------------------------------------------------- | ------------------------------------------------------------ | ------------------------ | ---- |
| A.        | 「テイク・オン・ミー (ロング・ヴァージョン)」(Take On Me (Long version))          | ポール・ワークター マグネ・フルホルメン モートン・ハルケット | トニー・マンスフィールド | 3:46 |
| B1.       | 「アンド・ユー・テル・ミー」(And You Tell Me)                                     | ポール・ワークター                                           | トニー・マンスフィールド | 1:48 |
| B2.       | 「ストップ! アンド・メイク・ユア・マインド・アップ」(Stop! And Make Your Mind Up) | ポール・ワークター                                           | ジョン・ラトクリフ a-ha  | 2:57 |
| 合計時間: | 合計時間:                                                                         | 合計時間:                                                    | 合計時間:                | 8:31 |

| 全作詞・作曲: ポール・ワークター、マグネ・フルホルメン、モートン・ハルケット。 |                                          |                                                                |                                                                |                         |      |
| #                                                                              | タイトル                                 | 作詞                                                           | 作曲・編曲                                                     | プロデューサー          | 時間 |
| A.                                                                             | 「テイク・オン・ミー」(Take On Me)       | ポール・ワークター、マグネ・フルホルメン、モートン・ハルケット | ポール・ワークター、マグネ・フルホルメン、モートン・ハルケット | アラン・ターニー        | 3:46 |
| B.                                                                             | 「ラヴ・イズ・リーズン」(Love Is Reason) | ポール・ワークター、マグネ・フルホルメン、モートン・ハルケット | ポール・ワークター、マグネ・フルホルメン、モートン・ハルケット | ジョン・ラトクリフ a-ha | 3:04 |
| 合計時間:                                                                      | 合計時間:                                | 合計時間:                                                      | 6:50                                                           |                         |      |

| 全作詞・作曲: ポール・ワークター、マグネ・フルホルメン、モートン・ハルケット。 |                                                                                        |                                                                |                                                                |                         |      |
| #                                                                              | タイトル                                                                               | 作詞                                                           | 作曲・編曲                                                     | プロデューサー          | 時間 |
| A.                                                                             | 「テイク・オン・ミー (エクステンデッド・ヴァージョン)」(Take On Me (Extended version)) | ポール・ワークター、マグネ・フルホルメン、モートン・ハルケット | ポール・ワークター、マグネ・フルホルメン、モートン・ハルケット | アラン・ターニー        | 4:50 |
| B1.                                                                            | 「ラヴ・イズ・リーズン」(Love Is Reason (LP version))                                  | ポール・ワークター、マグネ・フルホルメン、モートン・ハルケット | ポール・ワークター、マグネ・フルホルメン、モートン・ハルケット | ジョン・ラトクリフ a-ha | 3:04 |
| B2.                                                                            | 「テイク・オン・ミー (シングル・ヴァージョン)」(Take On Me (Single version))           | ポール・ワークター、マグネ・フルホルメン、モートン・ハルケット | ポール・ワークター、マグネ・フルホルメン、モートン・ハルケット | アラン・ターニー        | 3:49 |
| 合計時間:                                                                      | 合計時間:                                                                              | 合計時間:                                                      | 11:43                                                          |                         |      |

| 全作詞・作曲: ポール・ワークター、マグネ・フルホルメン、モートン・ハルケット。 |                                          |                                                                |                                                                |                         |      |
| #                                                                              | タイトル                                 | 作詞                                                           | 作曲・編曲                                                     | プロデューサー          | 時間 |
| A.                                                                             | 「テイク・オン・ミー」(Take On Me)       | ポール・ワークター、マグネ・フルホルメン、モートン・ハルケット | ポール・ワークター、マグネ・フルホルメン、モートン・ハルケット | アラン・ターニー        | 3:46 |
| B.                                                                             | 「ラヴ・イズ・リーズン」(Love Is Reason) | ポール・ワークター、マグネ・フルホルメン、モートン・ハルケット | ポール・ワークター、マグネ・フルホルメン、モートン・ハルケット | ジョン・ラトクリフ a-ha | 3:04 |
| 合計時間:                                                                      | 合計時間:                                | 合計時間:                                                      | 6:50                                                           |                         |      |

| 全作詞・作曲: ポール・ワークター、マグネ・フルホルメン、モートン・ハルケット。 |                                                                              |                                                                |                                                                |                  |      |
| #                                                                              | タイトル                                                                     | 作詞                                                           | 作曲・編曲                                                     | プロデューサー   | 時間 |
| A.                                                                             | 「テイク・オン・ミー (ロング・ヴァージョン)」(Take On Me (Long version))     | ポール・ワークター、マグネ・フルホルメン、モートン・ハルケット | ポール・ワークター、マグネ・フルホルメン、モートン・ハルケット | アラン・ターニー | 4:47 |
| B.                                                                             | 「テイク・オン・ミー (シングル・ヴァージョン)」(Take On Me (Single version)) | ポール・ワークター、マグネ・フルホルメン、モートン・ハルケット | ポール・ワークター、マグネ・フルホルメン、モートン・ハルケット | アラン・ターニー | 3:46 |
| 合計時間:                                                                      | 合計時間:                                                                    | 合計時間:                                                      | 8:33                                                           |                  |      |

## クレジット（a-ha版）
※出典
- モートン・ハルケット - リード・ボーカル
- マグネ・フルホルメン - シンセサイザー（ローランド・Juno-60、PPG Wave）、バッキング・ボーカル
- ポール・ワークター - ギター、シンセサイザー（PPG Wave、ヤマハ・DX7）、ドラムマシン（LinnDrum）、ハイハット、シンバル、バッキング・ボーカル
- ニール・キング - レコーディング・エンジニア（1984年バージョン）
- アラン・ターニー（英語版） - プロデュース
- ジョン・ラトクリフ - プロデュース・リミックス（1984年バージョン）
- バリー・グリント（英語版） - マスタリング

## チャート成績（a-ha版）

### 週間チャート
| チャート (1985年 - 1986年)             | 最高位 |
| -------------------------------------- | ------ |
| オーストラリア (Kent Music Report)     | 1      |
| オーストリア (Ö3 Austria Top 40)       | 1      |
| ベルギー (Ultratop 50 Flanders)        | 1      |
| カナダ トップシングルス (RPM)          | 2      |
| デンマーク (Tracklisten)               | 2      |
| ヨーロッパ (European Hot 100 Singles)  | 1      |
| フィンランド (Suomen virallinen lista) | 4      |
| フランス (SNEP)                        | 3      |
| ギリシャ (IFPI)                        | 1      |
| アイルランド (IRMA)                    | 2      |
| イタリア (Musica e dischi)             | 1      |
| 日本 (オリコン)                        | 25     |
| オランダ (Dutch Top 40)                | 1      |
| オランダ (Single Top 100)              | 1      |
| ニュージーランド (Recorded Music NZ)   | 7      |
| ノルウェー (VG-lista)                  | 1      |
| 南アフリカ (Springbok Radio)           | 7      |
| スペイン (AFYVE)                       | 7      |
| スウェーデン (Sverigetopplistan)       | 1      |
| スイス (Schweizer Hitparade)           | 1      |
| UK シングルス (OCC)                    | 2      |
| US Billboard Hot 100                   | 1      |
| US Adult Contemporary (Billboard)      | 4      |
| US Dance Singles Sales (Billboard)     | 36     |
| 西ドイツ (GfK Entertainment charts)    | 1      |

| チャート (2021年 - 2024)   | 最高位 |
| -------------------------- | ------ |
| Global 200 (Billboard)     | 71     |
| ハンガリー (Single Top 40) | 26     |

### 年間チャート
| チャート (1985年)                       | 順位 |
| --------------------------------------- | ---- |
| オーストラリア (Kent Music Report)      | 12   |
| Canada Top Singles (RPM)                | 29   |
| オランダ (Dutch Top 40)                 | 60   |
| オランダ (Single Top 100)               | 24   |
| UK シングルス (Official Charts Company) | 9    |
| US Billboard Hot 100                    | 10   |
| US Cash Box Top 100 Singles             | 15   |
| 西ドイツ (Official German Charts)       | 46   |

| チャート (1986年)                 | 順位 |
| --------------------------------- | ---- |
| 西ドイツ (Official German Charts) | 34   |

### オールタイム・チャート
| チャート (2018年)    | 順位 |
| -------------------- | ---- |
| US Billboard Hot 100 | 600  |

## 認定（a-ha版）
| 国/地域                                                                                  | 認定        | 認定/売上数 |
| ---------------------------------------------------------------------------------------- | ----------- | ----------- |
| ベルギー (BEA)                                                                           | Gold        | 100,000*    |
| ブラジル (ABPD)                                                                          | Gold        | 30,000      |
| デンマーク (IFPI Danmark)                                                                | 2× Platinum | 180,000     |
| フランス (SNEP)                                                                          | Gold        | 500,000*    |
| ドイツ (BVMI)                                                                            | Gold        | 500,000^    |
| イタリア (FIMI) 1985年から1986年まで売上                                                 | Gold        | 300,000*    |
| イタリア (FIMI) 2009年以降の売上                                                         | 2× Platinum | 40,000*     |
| 日本 (RIAJ)                                                                              | Gold        | 100,000*    |
| ポルトガル (AFP)                                                                         | 3× Platinum | 120,000     |
| スペイン (PROMUSICAE)                                                                    | 2× Platinum | 120,000     |
| イギリス (BPI) フィジカルリリース                                                        | Gold        | 500,000^    |
| イギリス (BPI) 音楽配信                                                                  | 4× Platinum | 2,400,000   |
| United States 音楽配信                                                                   |             | 1,463,000   |
| * 認定のみに基づく売上数 · ^ 認定のみに基づく出荷枚数 · 認定のみに基づく売上数と再生回数 |             |             |

## カバー・バージョン

### リール・ビッグ・フィッシュによるカバー
1998年、スカ・パンク・バンドのリール・ビッグ・フィッシュは映画『ベースケットボール/裸の球を持つ男』のために「テイク・オン・ミー」をカバーした。リール・ビッグ・フィッシュによるカバー・バージョンは、映画『ベースケットボール/裸の球を持つ男』のサウンドトラック・アルバムに収録された後、バンドのアルバム『ホワイ・ドゥ・ゼイ・ロック・ソー・ハード?』（国際盤）に収録され。ミュージック・ビデオが制作されており、ジェフ・ムーアが監督を務めた。
ライブでも演奏されており、ライブ・アルバム『Our Live Album Is Better than Your Live Album』（2006年）にライブ音源、『You're All in This Together』（2006年）や『Reel Bigh Fish Live! In Concert!』（2009年）などのDVDにライブ映像が収録されている。

#### シングル収録曲（リール・ビッグ・フィッシュ版）
| #         | タイトル                                                                                               | 作詞・作曲                                                                        | 時間 |
| --------- | --- | --------------------------------------------------------------------------------- | ---- |
| 1.        | 「テイク・オン・ミー」(Take On Me)                                                                     | ポール・ワークター マグネ・フルホルメン モートン・ハルケット                      | 3:02 |
| 2.        | 「オルタナティヴ・ベイビー」(Alternative Baby)                                                         | アーロン・バレット ロバート・クインビー アンドリュー・ゴンザレス アダム・ポラコフ | 2:56 |
| 3.        | 「ホワイ・ドゥ・オール・ガールズ・シンク・ゼイ・アー・ファット?」(Why Do All Girls Think They're Fat?) | アーロン・バレット                                                                | 2:22 |
| 合計時間: | 合計時間:                                                                                              | 合計時間:                                                                         | 8:20 |

#### クレジット（リール・ビッグ・フィッシュ版）
- アーロン・バレット - チェレスタ、ギター、リード・ボーカル、シンセサイザー
- グラント・バリー - トロンボーン
- アンドリュー・ゴンザレス - ドラム
- スコット・クロフェンスタイン - チェレスタ、キーボード、トランペット、ボーカル
- ダン・リーガン - スクリーム、トロンボーン
- タヴィス・ワーツ - フリューゲルホルン、トランペット
- マット・ウォング - ベース、ボーカル

### A1によるカバー
A1は、2000年8月に「テイク・オン・ミー」のカバー・バージョンを発売し、同年10月30日に発売した2作目のオリジナル・アルバム『Aリスト』にも収録している。音楽評論家からは「ダサいカバー・バージョン」「オリジナルの再販のような音符のコピー」と酷評された一方で、イギリスやノルウェーのシングルチャートでは第1位を獲得した。
ミュージック・ビデオは、スチュアート・ゴスリングが監督を務めた作品で、1982年に公開されたSF映画『トロン』からヒントを得た内容となっている。

#### シングル収録曲（A1版）
| #         | タイトル                                       | 作詞・作曲                                                   | 時間  |
| --------- | ---------------------------------------------- | ------------------------------------------------------------ | ----- |
| 1.        | 「テイク・オン・ミー」(Take On Me)             | ポール・ワークター マグネ・フルホルメン モートン・ハルケット | 3:31  |
| 2.        | 「ビートルズ・メドレー」(Beatles Medley)       | レノン＝マッカートニー                                       | 3:20  |
| 3.        | 「アイ・ガット・サンシャイン」(I Got Sunshine) | クリスチャン・インゲブリグトセン ポール・マラッツィ          | 3:41  |
| 合計時間: | 合計時間:                                      | 合計時間:                                                    | 10:32 |

| 全作詞・作曲: ポール・ワークター、マグネ・フルホルメン、モートン・ハルケット。 |                                          |                                                                |                                                                |      |
| #                                                                              | タイトル                                 | 作詞                                                           | 作曲・編曲                                                     | 時間 |
| 1.                                                                             | 「Take On Me」(UK 2K Mix)                | ポール・ワークター、マグネ・フルホルメン、モートン・ハルケット | ポール・ワークター、マグネ・フルホルメン、モートン・ハルケット | 3:25 |
| 2.                                                                             | 「Take On Me」(Metro Extended Club Mix)  | ポール・ワークター、マグネ・フルホルメン、モートン・ハルケット | ポール・ワークター、マグネ・フルホルメン、モートン・ハルケット | 6:02 |
| 3.                                                                             | 「Take On Me」(D-Bop Saturday Night Mix) | ポール・ワークター、マグネ・フルホルメン、モートン・ハルケット | ポール・ワークター、マグネ・フルホルメン、モートン・ハルケット | 7:52 |
| 合計時間:                                                                      | 合計時間:                                | 17:19                                                          |                                                                |      |

#### チャート成績（A1版）
| チャート (2000年 - 2001年)               | 最高位 |
| ---------------------------------------- | ------ |
| オーストラリア (ARIA)                    | 46     |
| デンマーク (Tracklisten)                 | 2      |
| ヨーロッパ (European Hot 100 Singles)    | 11     |
| ドイツ (GfK Entertainment charts)        | 61     |
| アイルランド (IRMA)                      | 12     |
| オランダ (Tipparade)                     | 10     |
| オランダ (Single Top 100)                | 47     |
| ノルウェー (VG-lista)                    | 1      |
| ルーマニア (Romanian Top 100)            | 10     |
| スコットランド (Official Charts Company) | 1      |
| スウェーデン (Sverigetopplistan)         | 9      |
| UK シングルス (OCC)                      | 1      |

| チャート (2020年)                     | 順位 |
| ------------------------------------- | ---- |
| Norway Host Period Singles (VG-Lista) | 4    |
| ルーマニア (Romanian Top 100)         | 83   |
| スウェーデン (Sverigetopplistan)      | 77   |
| UK Singles (Official Charts Company)  | 59   |

#### 認定（A1版）
| 国/地域                    | 認定   | 認定/売上数 |
| -------------------------- | ------ | ----------- |
| ノルウェー (IFPI Norway)   | Gold   |             |
| イギリス (BPI)             | Silver | 200,000^    |
| ^ 認定のみに基づく出荷枚数 |        |             |

### その他のアーティストによるカバー
- 木村カエラ xxx 岡村靖幸 - 2013年に発売されたカバー・アルバム『ROCK』に収録[106]。
- カイゴ - 2015年8月27日にApple Musicのストリーミング・サービスの展開の促進を目的に、iTunes Storeを経由してリミックス・バージョンを発表。カイゴによるリミックス・バージョンでは、キーボードのリフがカットされている[107]。
- D.A. ワラック（英語版） - 2016年に公開された映画『ラ・ラ・ランド』の劇中で歌唱[108]。『ラ・ラ・ランド (コンプリート・ミュージカル・エクスペリエンス)』にも収録されている[109]。
- ウィーザー - 2019年に発売されたカバー・アルバム『The Teal Album』に収録[110]。

## サンプリング
ピットブルは2013年に発表した「フィール・ディス・モーメント」で、本作をサンプリングしており、作曲者のクレジットにa-haのメンバーの名前も含まれている。